# Charaxes papuensis
Charaxes papuensis är en fjärilsart som beskrevs av Butler 1869. Charaxes papuensis ingår i släktet Charaxes och familjen praktfjärilar. Inga underarter finns listade i Catalogue of Life.